# Liste der Monuments historiques in Virignin
Die Liste der Monuments historiques in Virignin führt die Monuments historiques in der französischen Gemeinde Virignin auf.

## Liste der Bauwerke
| Bezeichnung                 | Beschreibung                  | Standort | Kennzeichnung | Schutzstatus | Datum     | Bild           |
| --------------------------- | ----------------------------- | -------- | ------------- | ------------ | --------- | -------------- |
| Chartreuse de Pierre-Châtel | Erbaut im 17./18. Jahrhundert | (Lage)   | PA00116600    | Classé       | 1996 2015 | weitere Bilder |